# Provider (Angel)
Provider conocido en América Latina como Negocio Redondo y en España como El Dinero no lo es Todo es el décimo segundo episodio de la tercera temporada de la serie de televisión estadounidense Ángel. Escrito por Scott Murphy y dirigido por Bill L. Norton. Se estrenó originalmente el 21 de enero de 2002.
En este episodio Ángel y la pandilla aceptan resolver varios casos al mismo tiempo con la esperanza de ganar mucho dinero de forma rápida, puesto que su situación económica está empeorando. 

## Argumento
Necesitados de dinero por estar manteniendo al recién nacido Connor, el grupo entero de Investigaciones Ángel comienzan a extender la publicidad de su negocio para conseguir casos que cuesten mucho dinero y conseguir dinero fácil. Sin embargo por un error de Wesley, se ven obligados a recuperar los miles de volantes con el número telefónico equivocado (el de una pizzeria) y encargar otros miles con el verdadero número. 
Mientras en tanto en la guarida de Sahjhan, Holtz disciplina cruelmente a Justine al empalar su mano con una punta en una mesa, esperando que la misma no se atreva a desobedecerlo nunca más. Luego de liberarla le sugiere a la chica que busque a más personas que buscan sangre de vampiros para formar un ejército.
De regreso en el ahora inundado de clientes Investigaciones Ángel, los empleados están comenzando atender a los clientes que les parecen que pagaran una buena suma de dinero y los casos que parecen realmente urgentes. Un semi ebrio Lorne llega al hotel para informarle a Ángel que sus fuentes dicen que Holtz envenenó a los sirvientes demonios y que busca reemplazarlos con humanos. Ángel se muestra más interesado en ganar dinero y decide atender la llamada de un cliente que le parece interesante. El vampiro se ve con Harlan Elster un poderoso hombre de negocios que le hace a Ángel un cheque de $ 5,000.00 a cambio de que elimine un nido de vampiros en un edificio. Cuando Ángel se va el verdadero Harlan es noqueado por el hombre que hablo recientemente con Ángel. 
Wesley y Gunn deciden atender el caso de una chica que está siendo acechada por su novio que de alguna forma es un muerto viviente. Mientras protegen a la chica y le explican las posibles explicaciones del fenómeno que le sucede, ambos no pueden dejar de balbucear sobre Fred. De repente la casa es atacada por el novio quien de hecho resulta ser un zombi. 
Mientras en tanto Fred acepta ayudar a unos demonios Nahdrahs que están dispuestos a pagar 50,000.00 si la chica consigue armar un rompecabezas de su nación. Dado que Lorne es el único que sabe hablar el idioma de los demonios, accede a acompañar a Fred en la misión. No obstante cuando llegan al barco donde Fred se pone a resolver el rompecabezas, Lorne descubre que los demonios tienen planeado cortarle la cabeza a Fred y ponérsela a su príncipe, si la chica resuelve el rompecabezas. Lorne trata de advertirle a Fred pero es capturado por los demonios.
Ángel consigue limpiar el nido y va a cobrar la siguiente parte de su paga, solo para descubrir que la persona que lo contrato no es el verdadero Harlan y que por lo tanto su cheque por $50,000,00 no es válido. Angel regresa al edificio de los vampiros donde descubre que el falso Harlan lo contrato para ayudarlo a eliminar a los vampiros y así vengar la muerte de su amigo que murió por los siete vampiros. Ángel se impresiona de escuchar que son siete, pues solo mató a tres. Al lugar no tardan en venir el resto de los vampiros y un molesto Ángel rehúsa ayudar al hombre por haberle quitado un buen negocio de las manos.              
En el Hyperion, Cordelia tiene una visión de Fred estar a punto de ser decapitada por los demonios. Debido a que Wesley y Gunn siguen lidiando con el novio zombi y Ángel está atrapado en el nido de los vampiros. Cordelia zarpa al barco para devolver el dinero, y salvar a sus amigos pero al no poder defenderse sin poner en peligro a Connor, se queda esperando a que cualquiera de sus amigos aparezca pronto a salvarlos.
Gunn y Wesley no consiguen eliminar al novio zombi quien ridículamente se reconcilia con su novia a pesar de que se revela que fue ella quien lo mató, dando a entender que la chica no pagara por el caso, pues recurrió a Investigaciones Ángel para deshacerse de su novio. Mientras en el edificio Ángel de mala gana mata al resto de los vampiros y se retira del edificio. En el barco de los Nahdrahs, Cordelia trata de ganar tiempo ya que Lorne se atrevió a amenazar a los Nahdrahs sin saber que el resto del equipo no se encontraba cerca del barco. Al lugar aparecen Wesley, Gunn y Ángel derrotando a los demonios y salvando al resto del equipo. Sin querer irse con las manos vacías, Investigaciones Ángel se queda con el dinero de los Nahdrahs.  
Esa misma noche unos agotados Ángel y Cordelia se encuentran alimentando a Connor, mientras la última trata de convencer al vampiro de utilizar el resto de dinero para divertirse.

## Elenco

### Principal
- David Boreanaz como Ángel.
- Charisma Carpenter como Cordelia Chase.
- Alexis Denisof como Wesley Wyndam-Pryce.
- J. Agust Richards como Charles Gunn.
- Amy Acker como Fred Burkle.

## Continuidad
- Este episodio junto con Doublemeat Palace (estrenado una semana después) explora que tanto Buffy como Ángel necesitan dinero.
- Investigaciones Ángel extienden su publicación con varias líneas, un sitio web y con miles de volantes en la ciudad.